# Mouretia tonkinensis
Mouretia tonkinensis är en måreväxtart som beskrevs av Charles-Joseph Marie Pitard. Mouretia tonkinensis ingår i släktet Mouretia och familjen måreväxter. IUCN kategoriserar arten globalt som sårbar. Inga underarter finns listade i Catalogue of Life.